# Estrela de Alagoas
Estrela de Alagoas is een gemeente in de Braziliaanse deelstaat Alagoas. De gemeente telt 17.251 inwoners (schatting 2009).
De gemeente grenst aan Cacimbinhas, Igaci, Minador do Negrão en Palmeira dos Índios.